# Acquigny

Acquigny este o comună în departamentul Eure, Franța. În 1 ianuarie 2022 avea o populație de 1.725 de locuitori.